# Garret Dillahunt
Garret Dillahunt (24 de Novembro de 1964, Castro Valley, Califórnia) é um ator estadunidense. Ele é mais conhecido por seu trabalho na televisão pelos papéis de Simon Escher em Burn Notice, Steve Curtis por três temporadas em ER - Plantão Médico, Burt Chance em Raising Hope, pelo qual foi indicado ao Critics 'Choice Television Award de Melhor Ator em uma Série de Comédia e John Dorie em Fear the Walking Dead.

## Biografia
Dillahunt nasceu em Castro Valley, Califórnia, e cresceu em Selah, Washington. Ele se formou na Universidade de Washington com um bacharelado em jornalismo e na Universidade de Nova York no programa de atuação da Tisch School of the Arts.[carece de fontes?] Depois de passar anos na Broadway, Dillahunt começou a procurar papéis na televisão e no cinema. Ele apareceu como um regular em várias série da ABC e Showtime, e conseguiu destaque em séries comoThe X-Files e NYPD Blue.
Em 2007, Dillahunt se casou com a atriz Michelle Hurd.

## Filmografia
| Ano       | Séries e Filmes                                            |
| --------- | ---------------------------------------------------------- |
| 1996      | NYPD Blue                                                  |
| 1998      | The X-Files                                                |
| 2001      | The Believer                                               |
| 2001      | Leap Years                                                 |
| 2002      | Law & Order                                                |
| 2003      | A Minute with Stan Hooper                                  |
| 2003      | CSI: Crime Scene Investigation                             |
| 2005      | Deadwood                                                   |
| 2005      | CSI: NY                                                    |
| 2005-2006 | ER                                                         |
| 2005-2006 | The 4400                                                   |
| 2006      | The Book of Daniel                                         |
| 2006      | Law & Order                                                |
| 2007      | No Country for Old Men                                     |
| 2007      | John From Cincinnati                                       |
| 2007      | Damages                                                    |
| 2007      | The Assassination of Jesse James by the Coward Robert Ford |
| 2007      | Life                                                       |
| 2008      | Pretty Bird                                                |
| 2008      | John's Hand                                                |
| 2008      | Terminator: The Sarah Connor Chronicles                    |
| 2009      | Water Pills                                                |
| 2009      | The Last House on the Left                                 |
| 2009      | Criminal Minds                                             |
| 2009      | The Road                                                   |
| 2009      | Burning Bright                                             |
| 2009      | Lie to Me                                                  |
| 2009      | CSI: NY                                                    |
| 2009      | White Collar                                               |
| 2009      | One Night Only                                             |
| 2010      | Burn Notice                                                |
| 2010      | Winter's Bone                                              |
| 2010      | Oliver Sherman                                             |
| 2010      | Unbound Captives                                           |
| 2010      | The Mourning Portrait                                      |
| 2010      | Raising Hope                                               |
| 2011      | Alphas                                                     |
| 2015      | Justified                                                  |
| 2015      | Brooklyn Nine-Nine                                         |
| 2015-2017 | The Mindy Project                                          |
| 2017      | Blindspot                                                  |
| 2017-2018 | The Gifted                                                 |
| 2018      | Braven                                                     |
| 2018-2021 | Fear The Walking Dead                                      |
| 2020      | Sergio                                                     |